# Cinioch mac Lutrin
Cinioch mac Lutrin  ou Kinet mac Luthren est roi des Pictes de 621 à 631.

La Chronique Picte lui attribue un règne de 20 ans dans le manuscrit de 971 et de seulement 14 ans dans celui de 1317.
Son père porte un nom celtique à rapprocher de celui du dieu Lug. On le considère, souvent mais sans preuve, comme un neveu et successeur de Nechtan nepos Uerb. Les Annales d'Ulster relèvent sa mort au combat :
- 631 « le combat du fils d'Aille et la mort de Cinaed mac Lugthréine roi des Pictes ».

On identifie le « fils d'Aille » à Edwin de Northumbrie, fils du roi Aelle de Deira.

## Sources
- (en) J.P.M. Calise, Pictish Sourcebook, Documents of Medieval Legend and Dark Age History, Londres, Greenwood Press, 2002 (ISBN 0313322953)
- (en) William Arthur Cumming, The Age of the Picts, Stroud, Sutton Publishing, 1998 (ISBN 0750916087).
- (en) William Forbes Skene Chronicles Of The Picts,Chronicles Of The Scots, And Other Early Memorials Of Scottish History. H.M General Register House (Edinburgh 1867) Reprint par Kessinger Publishings's (2007)  (ISBN 1432551051).